# Trilocularia acanthiaevulgaris
Trilocularia acanthiaevulgaris är en plattmaskart som först beskrevs av Olsson 1867.  I den svenska databasen Dyntaxa används istället namnet Trilocularia gracilis. Trilocularia acanthiaevulgaris ingår i släktet Trilocularia och familjen Triloculariidae. Arten är reproducerande i Sverige. Inga underarter finns listade i Catalogue of Life.